# Скот Мајкл Фостер
Скот Мајкл Фостер (енгл. Scott Michael Foster; Далас, 4. март 1985) је амерички глумац.
Славу је стекао у америчкој сапуници "Greek" где глуми Кепија, председника братства чији је слоган „Пиће и девојке“, Капа Тау Гама. Серија је почела са емитовањем 2007. године на познатој америчкој телевизији ABC family.
Сада живи у Лос Анђелесу. И даље глуми у серији "Greek" и фронтмен је бенда "Siren's Eye".